# Phillip Island Grand Prix Circuit
Phillip Island Circuit is een circuit gelegen op Phillip-eiland (Australië) van 4,4 kilometer lang. Er wordt tegen de klok in gereden. Op het circuit van Phillip Island worden races gehouden in de klasse MotoGP (Grand Prix-wegrace van Australië)
De geschiedenis van Phillip Island begint eind jaren '20, toen er op wegen op het eiland races werden gehouden. Dit duurde tot 1935. In 1956 werd een nieuw circuit geopend. Er worden in de eerste jaren voornamelijk toerwagen races gehouden. Het circuit moest vaak door diepe dalen gaan om in leven te blijven, tot het in 1985 werd overgenomen door een investeringsmaatschappij. Vanaf 1988 worden er Grands Prix gehouden op het circuit. In 1990 vindt de Superbike klasse er ook een thuis. Tussen 1991 en 1996 wordt de Grand Prix gehouden op Eastern Creek Circuit.